# Rada de Crimée
Pour les articles homonymes, voir Rada.
Conseil d'État
La Rada suprême de Crimée (littéralement Conseil suprême de la république autonome de Crimée ; en ukrainien Верховна Рада Автономної Республіки Крим, Verkhovna Rada Avtonomnoï Respoubliky Krym ; en russe Верховный Совет Автономной Республики Крым, Verkhovny Soviet Avtonomnoï Respoubliki Krym ; en tatar de Crimée Qırım Muhtar Cumhuriyetiniñ Yuqarı Radası, Къырым Мухтар Джумхуриетининъ Юкъары Радасы) est une assemblée élue de la république autonome de Crimée. Elle possède 100 membres. Elle a été créée le 28 février 1998. Elle ne possède pas d'initiative législative. La durée de chaque législature est de quatre ans.
Son fonctionnement est régi par la Constitution de la république autonome de Crimée. Elle élit son Premier ministre qui doit être approuvé par le président de l'Ukraine.
À la suite de l'Euromaïdan, le bâtiment du Conseil suprême de Crimée est pris le 27 février 2014 par des soldats russes sans insigne qui y hissent un drapeau russe,, menant à la guerre russo-ukrainienne. Le Conseil proclame le 11 mars 2014 l'indépendance de la péninsule vis-à-vis de l'Ukraine. La législature de 2010 est dissoute le 15 mars 2014 par la Rada. La république autonome de Crimée devient la république de Crimée qui est rattachée à la Russie le 18 mars 2014.
Après l'annexion de la Crimée par la Russie, le Parlement devient le Conseil d'État selon le droit russe.

## Dernière élection parlementaire (2010)
Résultats de l'élection du conseil suprême de Crimée du 31 octobre 2010
| Partis                                  | Nombre de voix | %       | ±        | Mandats remportés | Circonscriptions gagnées | ± (mandats) |
| --------------------------------------- | -------------- | ------- | -------- | ----------------- | ------------------------ | ----------- |
| Parti des régions                       | 357030         | 48,93 % | +19,54 % | 32                | 48                       | +4          |
| Parti communiste d'Ukraine              | 54172          | 7,42 %  | +1,15 %  | 5                 |                          | -4          |
| Mouvement populaire d'Ukraine           | 51253          | 7,02 %  | +0,47 %  | 5                 |                          | -3          |
| Parti d'Union                           | 38514          | 5,28 %  | -1,47 %  | 3                 | 2                        | -5          |
| Unité russe                             | 29343          | 4,02 %  |          | 3                 |                          |             |
| Ukraine forte                           | 26515          | 3,63 %  |          | 2                 |                          |             |
| Parti populaire                         | 4563           | 0,63 %  |          |                   |                          |             |
| Parti socialiste progressiste d'Ukraine | 12614          | 1,73 %  |          |                   |                          | -7          |
| Parti des retraités d'Ukraine           | 11133          | 1,53 %  |          |                   |                          |             |
| Union panukrainienne « Patrie »         | 19589          | 2,68 %  | -3,62    |                   |                          | -8          |
| Front pour le Changement                | 8281           | 1,13 %  |          |                   |                          |             |
| Union panukrainienne « Liberté »        | 1361           | 0,19 %  |          |                   |                          |             |
| Votes blancs                            | 57552          | 7,89 %  |          |                   |                          |             |
| Votes invalides                         | 21794          |         | -1,43 %  |                   |                          |             |
| Total                                   | 997 575        | 100 %   |          | 50                | 50                       |             |